# Sœurs missionnaires de saint Pierre Claver
Les Sœurs missionnaires de saint Pierre Claver (en latin : Institutum Sancti Petri Claver pro Missionibus Africanis) sont une congrégation religieuse féminine missionnaire de droit pontifical.

## Historique
Le 29 avril 1894 à Salzbourg, Marie-Thérèse Ledóchowska crée une association pour propager et soutenir les missions africaines. Le 8 septembre 1897, avec le consentement du cardinal Johann Evangelist Haller, archevêque de Salzbourg, Marie-Thérèse et quelques compagnes prononcent leurs vœux et place la nouvelle congrégation sous le patronage de saint Pierre Claver, jésuite missionnaire parmi les esclaves noirs d'Amérique du Sud, canonisé en 1888 par Léon XIII, qui le proclame en 1896 patron universel des missions auprès des Noirs.   
L'institut reçoit le décret de louange le 8 février 1902 et ses constitutions sont définitivement approuvées par le Saint-Siège le 7 mars 1910. 

## Activités et diffusion
Les Sœurs de saint Pierre Claver propagent et soutiennent matériellement les missions.
Elles sont présentes en:
- Europe du Nord : Angleterre, Écosse, Irlande.
- Europe de l'Ouest : Allemagne, Autriche, France, Pays-Bas, Suisse.
- Europe de l'Est : Pologne.
- Europe du Sud : Espagne, Italie, Portugal.
- Afrique : Cap-Vert, Nigeria, Ouganda.
- Amérique du Nord : Canada, États-Unis.
- Amérique du Sud : Argentine, Brésil, Uruguay.
- Asie : Inde.
- Océanie : Australie, Nouvelle-Zélande.

La maison généralice est à Rome.
En 2017, la congrégation comptait 251 sœurs dans 45 maisons.